# Ружица Марјановић
Ружица Марјановић  је српска професорка српског језика и књижевности, културна радница и активисткиња. Ради у Ужичкој гимназији, где је позната по свом дугогодишњем раду у настави и значајном доприносу културном и демократском образовању младих. Оснивач је међународног књижевног фестивала На пола пута и добитница прве награде „Борка Павићевић“ за јавни гест.

## Биографија
Ружица живи и ради у Ужицу. Осим што ради у Ужичкој гимназији посвећена је развоју критичког мишљења, културне размене и образовању за демократију. Учествовала је у радијској емисији „Образовање за демократију” заједно са Жарком Кораћем, Дубравком Стојановић и Ненадом Величковићем.

## Фестивал „На пола пута“
Ружица је заједно са Ненадом Величковићем 2006. године покренула међународни књижевни фестивал „На пола пута” који окупља писце из бивше Југославије са идејом да се у школи разговара о темама за које у стандардној школи углавном нема места, а које су за средњошколце важне. Фестивал окупља писце из региона и ученике, са циљем да се кроз књижевност граде мостови разумевања међу младима. До сада је на фестивалу гостовало више од 130 писаца, одржано је преко 190 часова, 53 књижевне вечери, пет изложби, два концерта и четири позоришне представе. Одржава се од 2006. године у Ужичкој гимназији, а за припрему фестивала задужени су ученици гимназије, а време одржавања је средина априла сваке године.

## Награде
Награда "Борка Павићевић" (2024) – за јавни гест, додељена за изложбу „Не знам ништа о Миши Станисављевићу“, посвећену афирмацији заборављеног писца.